# Alfons Vila i Piqué
Alfons Vila i Piqué (Barcelona, 18 d'agost del 1890 - Barcelona, 20 de febrer del 1974) va ser un compositor barceloní.

## Biografia
Fou fill de Josep Vila i Clariana, de Mataró, i de Mercè Piqué i Surroca, també de Mataró. Estudià a l'Escola Municipal de Música de Barcelona composició amb Enric Morera, de qui en tenia predilecció. Va fer algunes actuacions com a violinista als anys 10, i el 1917 n'era instrumentista a l'Orquestra Simfònica de Barcelona. El 1919 l'Ajuntament de Barcelona li atorgà una beca per ampliar estudis a l'estranger.
La seva biografia com a compositor es desenvolupà en dues èpoques ben diferenciades; una quan Vila escrigué, a banda de sarsueles i ballables, l'obra L'any mil, estrenada a Barcelona per l'Orquestra Simfònica de Barcelona amb direcció de Joan Lamote de Grignon i a Madrid per l'Orquestra Filharmònica que dirigia Bartolomé Pérez Casas. L'any mil havia estat premiada per l'Orfeó Català en la Festa de la Música Catalana del 1915, però l'extensió de l'obra no permeté estrenar-la fins dos anys més tard.
La segona etapa fou ja en les velleses del compositor, amb un poema simfònic, Leyenda pagana, que Rafael Ferrer estrenà amb l'Orquestra Ciutat de Barcelona i diverses sardanes. Algunes d'aquestes tingueren una certa anomenada, com La Balanguera, premiada per la SGAE el 1972, en el centenari de n'Amadeu Vives. Mirant l'Onyar va ser primer premi al concurs de La sardana de Girona del 1970; Lloret, vila encisadora tingué el 1972 el segon premi en el concurs musical d'aquesta població selvatana i A la vila de Lloret havia estat finalista de la primera Nit de la Sardana (1972) i accèssit del concurs de Lloret de l'any anterior.

## Obres
- El alférez Peralta, zarzuela en dos actos (1931), amb lletra de Serafín Adame i Adolfo Torrado, estrenada al Teatre Novedades
- L'any mil (1915), poema simfònic basat en un text de l'Àngel Guimerà; el 1961, quan es tornà a interpretar, hom la redenominà Momento sinfónico para cuerda
- La archiduquesa, opereta en un acto (1916), amb lletra de Nogueras Oller, estrenada al Teatre Nou
- Daisey, fox-trot (ca 1930)
- Droll, fox trot (ca 1930)
- En calesa, pasodoble (ca 1930)
- Los húsares del rey, zarzuela en dos actos (1917), amb llibret de Laureano Fontanals i Juan Eugenio Morant, estrenada al Teatre Còmic
- Leyenda pagana (1964), poema simfònic
- Merry boy, fox trot (ca 1930)
- Moon smiles, fox-trot (ca 1930)
- Pinch, fox-trot (ca 1930)
- The Red Cat, fox-trot (ca 1930)
- Twilight's fox, foxtrot (ca 1930)
- Whisky again, fox-trot (ca 1930)

### Sardanes
- A la vila de Lloret (1971), enregistrada per la cobla Barcelona en el DC La Sardana de l'Any. Barcelona (Barcelona: Olympo, 1975 ref. L-402)
- La Balanguera (1972), composta en versions per cobla i per orquestra simfònica, sobre el tema de la cançó d'Amadeu Vives
- Caminet amunt (1970)
- Crit de joia a Joaquim Serra
- Lloret, vila encantadora (1972), enregistrada per la cobla Selvatana en el DC Sardanes a Lloret 2 (Aiguaviva: Estudi de Gravació 44.1, 2000 ref. 44.1-00004 CD)
- Mirant l'Onyar (1970)